# Doña Remedios Trinidad
Doña Remedios Trinidad is een gemeente in de Filipijnse provincie Bulacan op het eiland Luzon. Bij de laatste census in 2007 had de gemeente ruim 19 duizend inwoners.

## Geschiedenis
De gemeente is in 1977 gesticht door een wet ondertekent door de toenmalig president Ferdinand Marcos. De plaats is genoemd naar de moeder van zijn vrouw Imelda Marcos.

## Geografie

### Bestuurlijke indeling
Doña Remedios Trinidad is onderverdeeld in de volgende 8 barangays:
- Bayabas
- Kabayunan
- Camachin
- Camachile
- Kalawakan
- Pulong Sampalok
- Talbak
- Sapang Bulak

## Demografie
Doña Remedios Trinidad had bij de census van 2007 een inwoneraantal van 19.086 mensen. Dit zijn 5.450 mensen (40,0%) meer dan bij de vorige census van 2000. De gemiddelde jaarlijkse groei komt daarmee uit op 4,75%, hetgeen hoger is dan het landelijk jaarlijks gemiddelde over deze periode (2,04%). Vergeleken met de census van 1995 is het aantal mensen met 7.892 (70,5%) toegenomen.

De bevolkingsdichtheid van Doña Remedios Trinidad was ten tijde van de laatste census, met 19.086 inwoners op 932,96 km², 12 mensen per km².